# Gieorgij Wulf

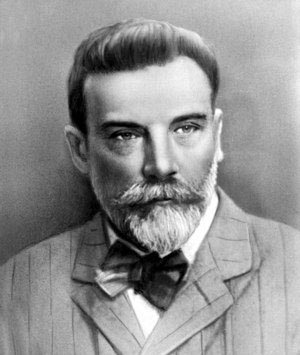
Georg Wulff (fot. z ok. 1912)

Gieorgij Wulf, także Georg Wulff (ur. 22 czerwca 1863 w Niżynie, zm. 25 grudnia 1925 w Moskwie) – krystalograf rosyjski, profesor Uniwersytetu Warszawskiego.

## Elementy biografii

### Warianty nazwiska
Jego nazwisko po rosyjsku zapisuje się cyrylicą Георгій Викторовичъ Вульфъ, w uproszczonej ortografii porewolucyjnej Георгий Викторович Вульф. Posługiwał się też imieniem Юрий. Używając alfabetu łacińskiego, sam uczony zapisywał swoje nazwisko jako Georg Wulff. Ponadto spotyka się wariantowe transkrypcje Vulf, Jurij Wulf, Georgij Wulf. 

### Życiorys

Siatka Wulffa (łuki kołowe w czerwonym okręgu) i stereograficzny rzut kuli z punktu równikowego C na płaszczyznę π

Dzieciństwo i młodość spędził w Warszawie, gdzie w 1880 zdał maturę. Studiował na Uniwersytecie Warszawskim; wśród jego nauczycieli był Aleksander Lagorio. W 1888, po zdaniu egzaminów, wyjechał najpierw do Petersburga do laboratorium Jewgrafa Fiodorowa, potem do Monachium do laboratorium Paula von Grotha, a następnie do Paryża do laboratorium Marie-Alfreda Cornu. W Paryżu poślubił Werę Wasiliewnę Jakunczikową. Po powrocie do Warszawy w 1892 obronił pracę poświęconą kryształom pseudosymetrycznym i uzyskał stanowisko docenta prywatnego.
W latach 1897–98 wykładał w Kazaniu, a od 1899 był profesorem Uniwersytetu Warszawskiego. Jego wykłady i podręcznik krystalografii wywarły znaczący wpływ na rozwój tej dziedziny nauki w Polsce. Jego uczniami byli między innymi Zygmunt Weyberg i Tadeusz Wojno. W czasie strajków szkolnych 1905 roku Wulf publicznie poparł postulat spolszczenia uczelni i wraz z kilkoma innymi Rosjanami podał się do dymisji z zajmowanego stanowiska. Od 1908 był profesorem w Moskwie. W 1921 wybrano go członkiem-korespondentem Akademii Nauk ZSRR.
Pochowany w grobie rodzinnym w Tarusie.

## Osiągnięcia naukowe

### Znaczenie w historii nauki

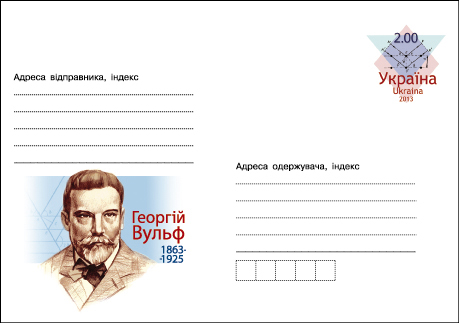
Ukraińska kartka pocztowa, upamiętniająca 150. rocznicę urodzin Wulfa

Znany jest między innymi z zaprojektowania siatki Wulfa, której używa się przy konstruowaniu rzutu stereograficznego: jest to graficzna metoda analizy krystalograficznej. Wymyślił też linijkę stereograficzną (ang. Wulff ruler), inne ułatwienie metody graficznej. Zajmował się także analizą błędów w pomiarach goniometrycznych.
Niezależnie od William Henry'ego Bragga i Williama Lawrence'a Bragga Wulf wyprowadził prawo, zwane prawem Bragga lub prawem Wulffa–Braggów. Praca Braggów została opublikowana miesiąc przed pracą Wulffa..
Podał także jedną z metod wyprowadzenia istnienia 32 klas krystalograficznych. Zagadnienie to jako pierwszy rozwiązał Johann Friedrich Christian Hessel, a inne metody podali m.in. Auguste Bravais, Axel Gadolin oraz Stefan Kreutz i Stanisław Zaremba.

Konstrukcja Wulfa: powierzchnia entalpii swobodnej γ na czerwono; normalne do linij z początku układu do γ na ciemnoniebiesko; wewnętrzna obwiednia to wynikowy kształt Wulffa (na niebiesko)

Konstrukcja Wulffa służy do wyznaczania kształtu równowagi kropli lub kryształu wewnątrz innej fazy. Według danych Google Scholar na dzień 23 VII 2025 praca Wulffa, dotycząca tego zagadnienia, była cytowana 3546 razy. Z równowagą kształtu kryształów jest związane twierdzenie Gibbsa–Curie–Wulffa.
W czasie I wojny światowej pracował nad zastosowaniami medycznymi promieni Roentgena. Zajmował się także historią nauki, publikując prace na temat odkryć krystalografów René Haüy'ego i Braggów oraz fizyka Piotra Lebiediewa.

### Wybrane publikacje
- Optische Studien an pseudosymmetrischen Krystallen (1890)[17]
- Die Symmetrieebene als Grundelement der Symmetrie (1897)[11]
- Zur Frage der Geschwindigkeit des Wachstums und der Auflösung von Krystallfläche (1901)[13]
- Руководство по кристаллографіи (1904)[4]
- Симметрия и ее проявление в природе (1919)[18][19]
- Основы кристаллографии (1923)[20]

## Upamiętnienie

Siatka południkowa Wulfa

Na jego cześć nazwano minerał wulffit K3NaCu4O2(SO4)4, którego strukturę wyznaczono przy użyciu krystalografii rentgenowskiej (jeden z obszarów badań Wulffa).
Ponadto na jego cześć nazwano Zatokę Georga Wulffa (бухта Георга Вульфа), znajdującą się na Wyspie Pilota Machotkina w Archipelagu Nordenskiölda.